# Dioncomena tanneri
Dioncomena tanneri är en insektsart som beskrevs av David R. Ragge 1980. Dioncomena tanneri ingår i släktet Dioncomena och familjen vårtbitare. Inga underarter finns listade i Catalogue of Life.